# Piret Niglas
Piret Niglas (* 5. April 1968 in Kohtla-Järve) ist eine ehemalige estnische Skilangläuferin.

## Werdegang
Niglas, die für den SC Aluteguse startete, belegte bei den Olympischen Winterspielen 1992 in Albertville den 48. Platz über 30 km Freistil, den 45. Rang in der Verfolgung, den 39. Platz über 15 km klassisch und den 38. Rang über 5 km klassisch. In der Saison 1993/94 holte sie bei den Olympischen Winterspielen 1994 in Lillehammer mit dem 29. Platz über 30 km klassisch, den 26. Rang in der Verfolgung, den 23. Platz über 15 km Freistil und den 22. Rang über 5 km klassisch ihre ersten Weltcuppunkte und erreichte damit den 40. Platz im Gesamtweltcup ihr bestes Gesamtergebnis. Zudem errang sie dort zusammen mit Kristina Smigun, Cristel Vahtra und Silja Suija den 12. Platz in der Staffel. Im folgenden Jahr lief sie bei den Nordischen Skiweltmeisterschaften 1995 in Thunder Bay auf den 36. Platz über 30 km Freistil und auf den 11. Rang mit der Staffel. In den Jahren 1998 und 2001 gewann sie den Tartu Maraton. Bei den Nordischen Skiweltmeisterschaften 2001 in Lahti kam sie auf den 53. Platz über 15 km klassisch, auf den 47. Rang über 10 km klassisch und auf den 44. Platz im Skiathlon und bei den Olympischen Winterspielen 2002 in Salt Lake City auf den 54. Platz im Skiathlon und auf den 51. Rang über 10 km klassisch.

## Teilnahmen an Weltmeisterschaften und Olympischen Winterspielen

### Olympische Winterspiele
- 1992 Albertville: 38. Platz 5 km klassisch, 39. Platz 15 km klassisch, 45. Platz 10 km Verfolgung, 48. Platz 30 km Freistil
- 1994 Lillehammer: 12. Platz Staffel, 22. Platz 5 km klassisch, 23. Platz 15 km Freistil, 26. Platz 10 km Verfolgung, 29. Platz 30 km klassisch
- 2002 Salt Lake City: 41. Platz 10 km klassisch, 54. Platz 10 km Skiathlon

### Nordische Skiweltmeisterschaften
- 1995 Thunder Bay: 11. Platz Staffel, 36. Platz 30 km Freistil
- 2001 Lahti: 44. Platz 10 km Skiathlon, 47. Platz 10 km klassisch, 53. Platz 15 km klassisch

## Weltcup-Gesamtplatzierungen
| Saison  | Platz | Punkte |
| ------- | ----- | ------ |
| 1993/94 | 40.   | 22     |
| 1994/95 | 69.   | 5      |